# سحر القواسمي
سحر فهد داود القواسمي (1963 في الخليل – ) هي سياسية وطبيبة فلسطينية متخصصة في أمراض النساء والولادة. تلقت تعليمها الأساسي في مصر، وحصلت على بكالوريوس في الطب العام من جامعة روستوف الطبية الحكومية في روسيا عام 1987، وتابعت تخصصها بحصولها على البورد الأردني في أمراض النساء والولادة عام 1993 من مركز الملك حسين الطبي، وأكملت دراستها بتخصص فرعي في التلقيح الاصطناعي في الولايات المتحدة عام 2003.

## حياتها السياسية
تشغل القواسمي عدة مناصب بارزة في المجالات الطبية والسياسية، حيث تشغل منصب أمين سر جمعية النسائية والتوليد في فلسطين، وعضوًا في الجمعية العربية للخصوبة، وعضو في المجلس الفلسطيني الأعلى للأمومة والطفولة. إلى جانب ذلك تساهم في دعم وتمكين المرأة من خلال عضويتها في اتحاد المرأة الفلسطينية وجمعية سيدات الخليل.
انضمت القواسمي إلى حركة فتح عام 1980، وشاركت بنشاط في الحركة الطلابية أثناء دراستها الجامعية، وشغلت عدة مناصب قيادية في الحركة، حيث تولت مسؤولية لجنة المرأة في إقليم الخليل عام 1996، ثم أصبحت أمينة سر الحركة في المدينة عام 2004. في عام 2006، تم انتخابها عضوًا في المجلس التشريعي ممثلةً عن حركة فتح، إلى جانب دورها السياسي، حيث كان لها حضور بارز في العمل النسوي، إذ شاركت في المظاهرات خلال الانتفاضة الثانية وأسهمت في العديد من الفعاليات النسائية داخل الخليل.